# Adolf Seifert (Komponist)
Adolf Seifert (* 28. Juni 1902 in Asch, Egerland, Böhmen; † 3. Dezember 1945 in Arzberg, Oberfranken) war ein deutschböhmischer Lehrer, Musikpädagoge und Komponist.

## Leben
Nach Besuch der deutschen Lehrerbildungsanstalt in Prag wurde Seifert wie sein Vater Volksschullehrer.
Er unterrichtete von 1922 bis 1927 an der deutschen evangelischen Schule in Prag, während er nebenbei an der Deutschen Universität Prag Pädagogik studierte und  im Jahr 1925 mit einer Dissertation über Hermann Lietz zum Dr. phil. promoviert wurde.
Aus Begeisterung für das Singen und das deutsche Volkslied im Besonderen bildete Seifert sich in der Musik weiter, legte 1926 die Staatsprüfung für Chorgesang ab und war fortan im Wesentlichen auf dem Gebiet der Musikpädagogik unter anderem in der Singbewegung, aber auch auf dem Gebiet einer musikalischen Rassenkunde, sowie vor allem im deutschböhmischem Gebiet in der Volkstumsarbeit tätig. Seifert leitete mehrere hundert Singwochen im gesamten deutschen Sprachraum.
Nach beruflichen Stationen in Waldenburg (Schlesien) und Jebenhausen (Württemberg) wurde Seifert, der am 1. Mai 1933 der NSDAP beitrat (Mitgliedsnummer 3.584.239), als Nachfolger des im März 1933 entlassenen jüdischen Direktors Karl Adler zum Leiter des Stuttgarter Konservatoriums, ab 1936 als „Stuttgarter Musikschule“ erste Musikschule „Kraft durch Freude“ im Deutschen Reich, ab 1938 Staatliche Hochschule für Musik, berufen.
Spätestens 1941 wurde Seifert Direktor der Lehrerbildungsanstalt in Komotau. 
Er wurde im Zweiten Weltkrieg einberufen, geriet in sowjetische Kriegsgefangenschaft und starb 1945 an deren Folgen.

## Werke (Auswahl)
Seifert schrieb viele Lieder und Chorwerke. Er war Herausgeber von sieben Liederbüchern.

### Als Komponist
- Die Bergpredigt. Gottesdienstliches Chorwerk, 1932.
- Verzage nicht, du Häuflein klein. Kantate, 1932.
- Freiheit und Brot. Für zweistimmigen Chor und Klavier, 1933.
- Niemand hat größere Liebe. Kantate zum Gedächtnis der Gefallenen für Soli, Chor und Orchester, 1933.
- Heilge Heimat, Land in Not. Kantate für Chor und Orchester, uraufgeführt in Gablonz an der Neiße zur zweiten sudetendeutschen Volksmusikwoche 1938.

Zudem zahlreiche Kanons, Liedsätze (u. a. zu „Der Mond ist aufgegangen“, „Wach auf, meins Herzens Schöne“) sowie weitere Chorwerke.

### Als Herausgeber
- Der Rosenstrauch. Volkslieder, 1925.
- Lobsinget. Geistliche Lieder des deutschen Volkes. In zweistimmigem Satz unter Mitwirkung von Walther Hensel, 1926.
- Burschen heraus. Lieder deutscher Art für Männerchor, 1927.
- Alte Volkslieder, 1929.

### Sonstige Publikationen
- Musikerziehung in der nationalen Schule. Denkschrift im Auftrag des NS Lehrerbundes des Gaues Württemberg-Hohenzollern, 1933.
- Musik und Rasse. Vorlesung an der Stuttgarter Musikschule, Stuttgart 1933.
- Volk und Kunst. Gesammelte Aufsätze, 1940.
- Volkslied und Rasse. Ein Beitrag zur Rassenkunde (II. Teil von: „Von Art und Wesen deutscher Musik. Eine volkstümliche Musikkunde auf der Grundlage des Volksliedes“), 1940.